# Hézső Ferenc
Hézső Ferenc (Hódmezővásárhely, 1938. január 26.) magyar festő, egyetemi tanár.

## Életútja
Szülei: Hézső Ferenc (1907-2009) cipész és Szabó Julianna (1916-2005) bérszámfejtő voltak. 1952–1956 között az Állami Bethlen Gábor Gimnázium diákja volt. A Magyar Képzőművészeti Főiskolán tanult 1957–1962 között; mesterei Domanovszky Endre és Pap Gyula voltak. 1962-től a Vásárhelyi Művésztelepen, majd a tokajin dolgozott. 1963–1966 között az Újvárosi Általános Iskola rajztanára volt. 1963–1986 között vezette a Makói Képzőművészeti szakkört. 1966–1975 között a vásárhelyi Bethlen Gimnázium tanára volt. 1968–1991 között a Mártélyi Országos Képzőművészeti tábort vezette. 1975–1995 között a szegedi Tanárképző Főiskolán oktatott; 1982–1992 között tanszékvezető, 1984–1987 között főigazgató-helyettesként működött. 1976-tól a Hajdúsági Nemzetközi Művésztelep, 1986-tól a Hortobágyi Alkotótábor, 1997-től a Cívis Nemzetközi Művésztelep résztvevője volt.
Kutatási területe a klasszikus táblakép festészet, gobelin, tűzzománc, kerámia, mozaik, grafika, vizuális oktatás és nevelés pedagógiai módszerei.

### Tagságai
1962–1973 között tagja volt a Fiatal Művészek Stúdiójának. 1962-től tagja a Művészeti Alapnak, a Képző és Iparművészek Szakszervezetének. 1969-től a Magyar Képzőművészek Szövetségének tagja. 1975–1991 között a Hajdúsági Nemzetközi Művésztelep Művészeti Tanácsának tagja volt. 1982–1992 között a Főiskolák rajz szakbizottságának elnöke volt.

## Magánélete
1964-ben házasságot kötött Mónus Rozália körzeti ápolóval. Két gyermekük született: Endre (1964) és Emese (1967).

## Díjak/ösztöndíjak
- 1966 Munkácsy-emlékérem
- 1969 Koszta-emlékplakett
- 1972 Derkovits Gyula képzőművészeti ösztöndíj, Székely Bertalan-emlékérem
- 1974 Tornyai-plakett, SZOT-díj
- 1975 Munkácsy Mihály-díj
- 1976, 1980, 1981 Szolnoki Festészeti Triennálé díja
- 1983–1984 SZOT-ösztöndíj
- 1976, 1980, 1985 Káplár Miklós-emlékérem
- 1978 Munka Érdemrend ezüst fokozat
- 1989 Művészeti Alap festészeti nívódíja
- 2000 Zilahy György-emlékplakett, Boromissza Tibor-emlékérem
- 2001 Művészeti díj, Cívis Nemzetközi Alkotótábor
- 2004 Tőkés Sándor-emlékérem
- 2018 A Magyar Érdemrend tisztikeresztje
- 2025 Hódmezővásárhely díszpolgára

## Kiállítások

### Egyéni

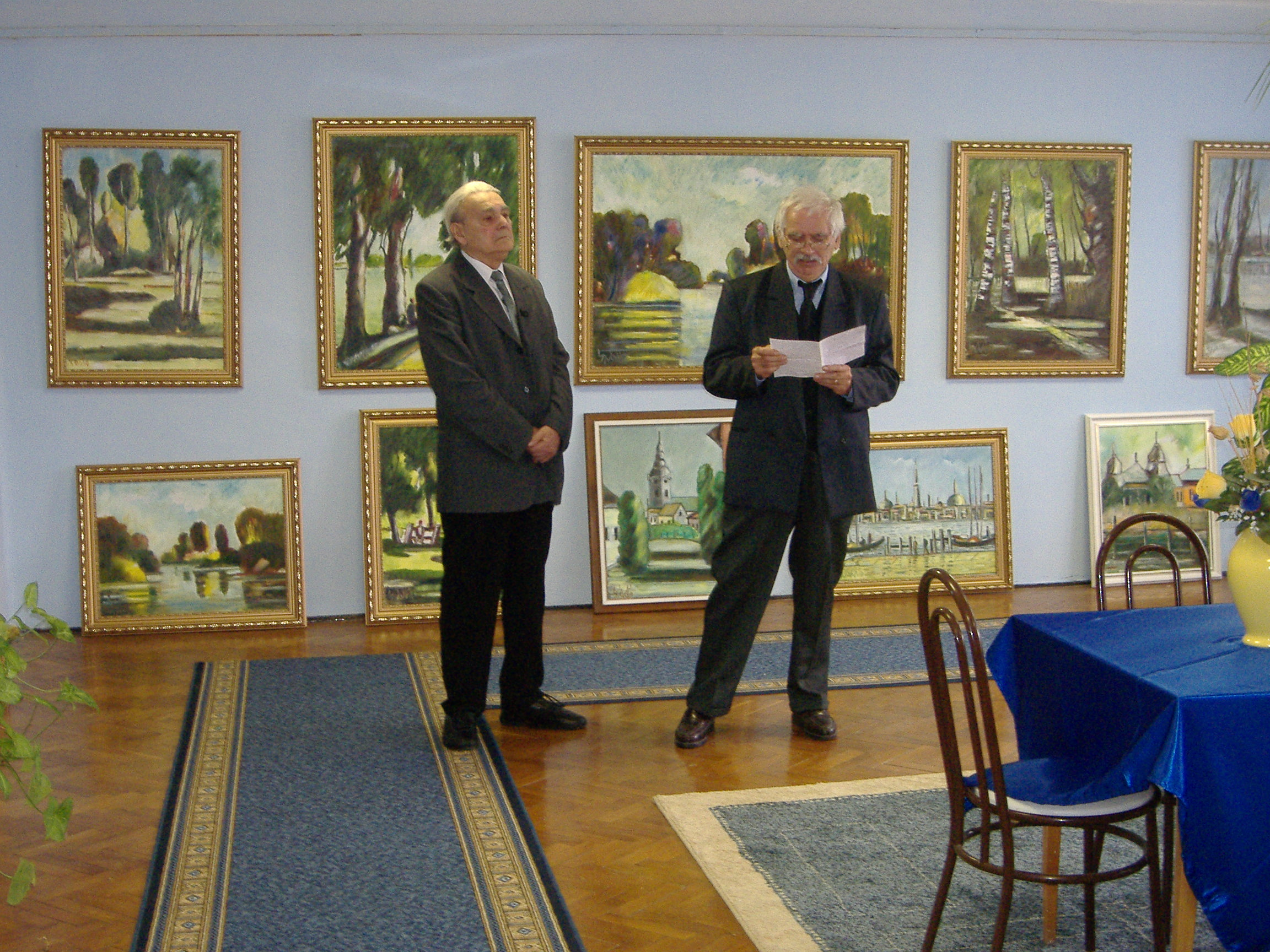
Szántó János és Hézső Ferenc

- 1967 Hódmezővásárhely, Makó, Szeged

- 1968, 1972, 1977, 1984, 1987, 1998, 2005-2006 Budapest
- 1969 Csongrád
- 1971, 1986, 1994 Debrecen
- 1973 Hódmezővásárhely, Szeged, Kiskunfélegyháza
- 1974 Szentes, Pécs, Nagykőrös
- 1975 Zenta
- 1976, 2009 Orosháza
- 1977 Hajdúböszörmény
- 1978 Hódmezővásárhely, Szeged
- 1980, 2001 Tokaj
- 1981 Hajdúböszörmény
- 1982 Csepel, Szeged
- 1983 Makó, Baja
- 1986 Baja, Miskolc, Szeged, Miskolc
- 1987 Békéscsaba, Hódmezővásárhely
- 1988 Szeged
- 1991, 1993, 1999, 2005, 2007-2008 Hódmezővásárhely
- 2008 Hajdúhadház, Szeged
- 2010 Szeged

### Válogatott, csoportos
- 1961-től Vásárhelyi őszi tárlatok
- 1964-től Szegedi nyári tárlatok
- 1966-tól • Vásárhelyi művészek cserekiállításai, Zenta (kétévente)
- 1967-től • Debreceni nyári tárlatok
- 1968-tól Akvarell Biennálé, Eger
- 1974 • Magyar Zenei Napok, Párizs
- 1976-tól Nemzetközi Művésztelep, Hajdúböszörmény
- 1978 • Festészet '77, Műcsarnok, Budapest
- 1984 • Országos Képzőművészeti Kiállítás '84, Műcsarnok, Budapest
- 1989 • 25 éves a Hajdúsági Nemzetközi Művésztelep, Ernst Múzeum, Budapest • Téli tárlat, Műcsarnok, Budapest
- 1990 • 25 éves a Mártélyi Képzőművészeti Tábor, Hódmezővásárhely
- 1993 • Realizmus vonzásában, Budatétényi Galéria, Budapest
- 1992 • Délibábok hazája IV., Déri Múzeum, Debrecen
- 1994 • Szövetségi kiállítás, Petőfi Csarnok, Budapest • Főiskolai tanárok kiállítása, Bécs • Pedagógiai Főiskola • Derkovits-díjasok, Szombathely
- 1997 • Tokaji Művésztelep, Tokaj
- 1998 • Tavaszi Fesztivál, Kongresszusi Központ, Budapest
- 2000 • Vajdahunyad Vár, Budapest • Medgyessy Galéria, Debrecen
- 2001 • Kaszinó, Ajka • Derkovits-terem, Budapest • Csepeli Iskola Galéria, Budapest
- 2002 • DOTE Galéria, Debrecen • Galéria Triennále, Szolnok • Szekszárd • MOM, Budapest
- 2003 • Múzeum, Nagyvárad • Abigail Galéria, Budapest • Alföldi Galéria, Hódmezővásárhely
- 2004 • Napóleon-ház, Győr • Abigail Galéria, Saigon
- 2005• Zikkurát, Budapest • Templom Galéria, Tokaj • Szekszárd
- 2006 • Városi Klub, Münster
- 2007 • Sunresort Hotel, Herceg Novi
- 2008 • Szárhegy • Kog-Art, Budapest • Aba-Novák Galéria, Szolnok
- 2009 • Művészeti Akadémia, Kijev • Reök Galéria, Szeged
- 2010 • Könyvtár, Hajdúhadház.

## Művésztelepek
- 1962: Vásárhelyi Művésztelep
- 1963-1975, 1995-től: Tokaji Nyári művésztelep
- 1976–1990 Hajdúsági Nemzetközi Művésztelep
- 1988-tól Hortobágyi Nemzetközi Alkotótábor
- 1997-től Cívis Nemzetközi Művésztelep
- 1999 Jászdózsai Nemzetközi Alkotótábor

## Művek közgyűjteményekben
- Déri Múzeum, Debrecen
- Hajdúsági Múzeum, Hajdúböszörmény
- József Attila Múzeum, Makó
- Magyar Nemzeti Galéria, Budapest
- Tornyai János Múzeum, Hódmezővásárhely
- Zentai Múzeum (YU).

## Köztéri művei
- 1962 • Sportágak, kerámiafal, Bethlen Gimnázium, Hódmezővásárhely
- 1967 • Gyümölcsszüret - Életfa, gobelin, Kiskunfélegyháza
- 1984 • Pegazus és Születés, mozaikok, József Attila Általános Iskola, Hódmezővásárhely
- 1994 • Párviadal, pannó, Általános Iskola, Hajdúhadház
- 1997 • Hortobágy üzenete, pannó, Arany Bika Szálló, Debrecen.